# Burgstall Vogelsburg (Vogelbeck)
Die Vogelsburg ist eine Wallburg aus der vorrömischen Eisenzeit und dem frühen Mittelalter bei Vogelbeck im Landkreis Northeim in Niedersachsen.

## Lage
Die Höhenburg befindet sich auf einem bewaldeten Berg rund 262 m ü. NHN etwa einen Kilometer nördlich des Dorfes Vogelbeck auf der Ostseite des Einbeck-Markoldendorfer Beckens. Aus dem Dorf führt eine Forststraße zum westlichen Zugang.

## Aufbau
Die Vogelsburg besteht aus einem inneren und einem äußeren Ringwall, die durch zwei Abschnittsbefestigungen im Nordosten und Südwesten zusätzlich abgesichert sind. Der Innenwall umschließt eine Fläche von 120 × 85 m; er ist heute 2,5 m hoch und an der Basis 10 m breit. Im Südosten erfolgt der Zugang durch ein Zangentor, das Alter eines Durchlasses im Nordwesten ist bisher unbestimmt. Der Außenwall misst 15,5 m an der Sohle und ist auf der Außenseite noch 6,5–7,0 m hoch. Die Höhe beider Wälle über dem Innenraum ist deutlich niedriger. Von seinen drei Zugängen ist nur das Zangentor im Norden sicher original. Beide Wälle waren als Holz-Erde-Konstruktion mit vorgeblendeter Trockenmauer errichtet, beide vorgelagerte Gräben wurden einmal als Spitz-, einmal als Sohlgraben angetroffen. Den Zugang zur Bergkuppe versperrt in einiger Entfernung ein 70 m langer Abschnittswall mit einem alten Durchlass. Ein zweiter Wall zieht im Südwesten am Fuß der Bergkuppe entlang. Die Wälle bestanden aus aufgeschütteten Sandsteinbrocken mit einer Holzversteifung, ihnen waren Spitzgräben vorgelagert.
Unterhalb der Vogelsburg informiert eine Tafel mit Lageplan und Befestigungsquerschnitt über Ausgrabungsergebnisse. Die beiden ringförmigen Wälle und das Tor des äußeren Walls sind sehr gut zu erkennen.

## Ausgrabungen
Eine archäologische Untersuchung führte Ulrich Kahrstedt 1935/36 durch, eine weitere erfolgte 1974 durch Wolfgang Schlüter. Bei der letzten Ausgrabung konnten bei beiden Ringwällen zwei Bauphasen während des Frühmittelalters unterschieden werden. Die ursprüngliche Mauerkonstruktion war durch einen Brand zerstört worden und ist anschließend verfallen. In der zweiten Phase wurde der ruinöse Wall einfach aufgehöht, ohne dass eine neue Frontversteifung konstruiert wurde. Laut C14-Datierungen bestand zwischen beiden Bauphasen kein großer zeitlicher Abstand.
Die Keramikfunde aus der Latènezeit, als im angrenzenden Tal bei der Leine Siedlungen bestanden, weisen dennoch auf einen Ursprung der Anlage in der Eisenzeit hin.

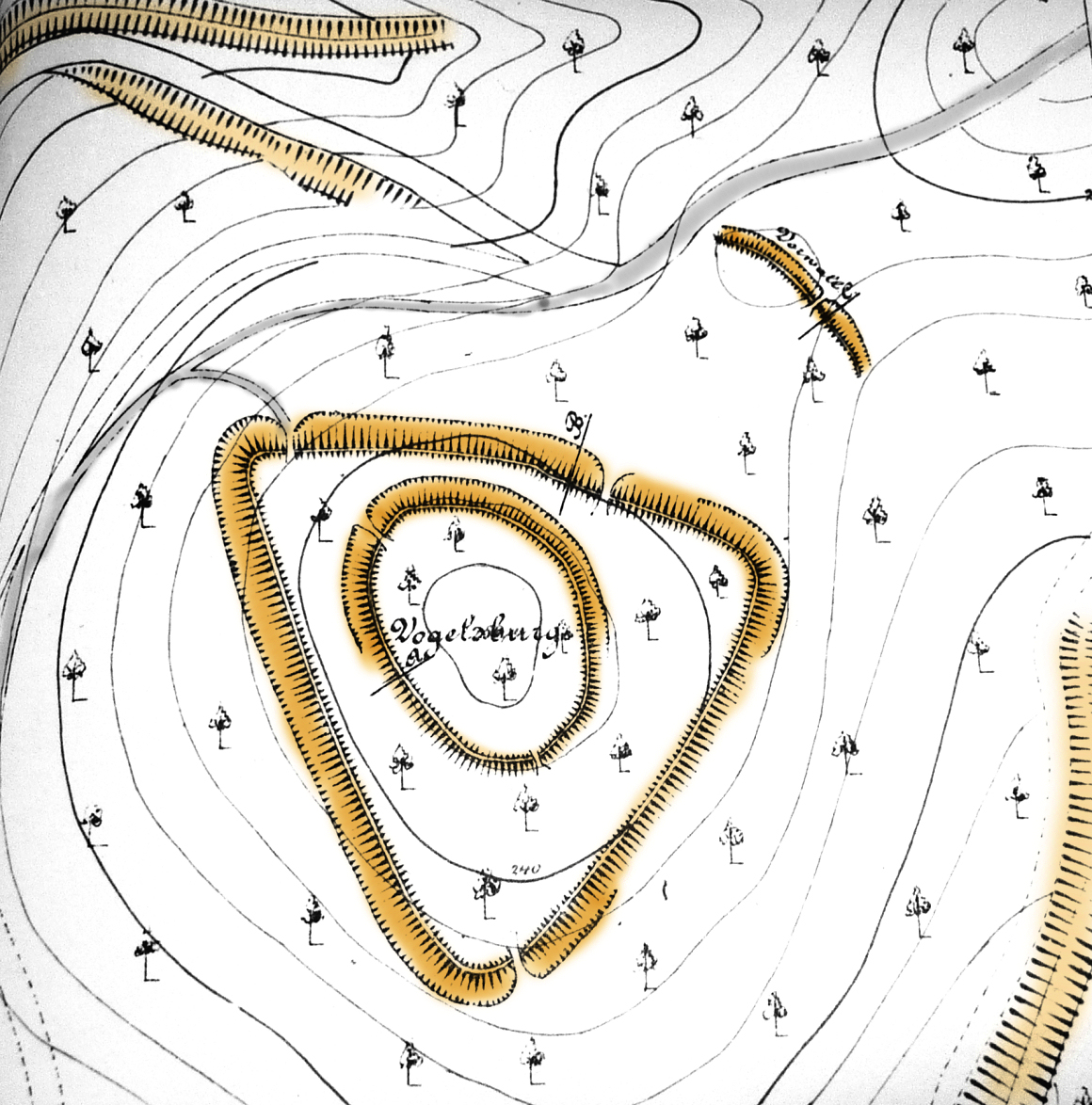
Lageplan von Carl Schuchhardt um 1910 (nachträglich koloriert)
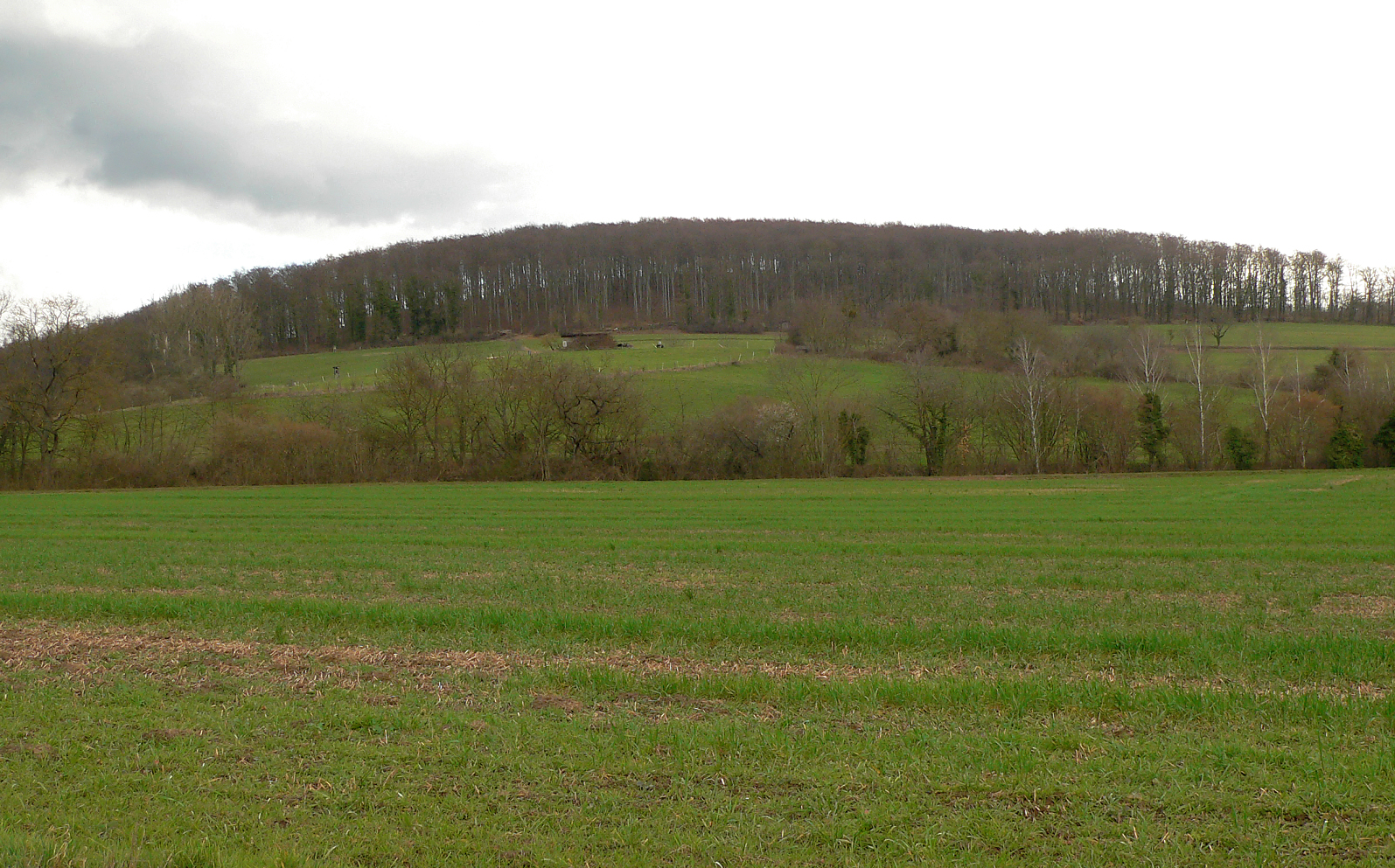
Erhebung des Vogelsberges mit der Wallanlage
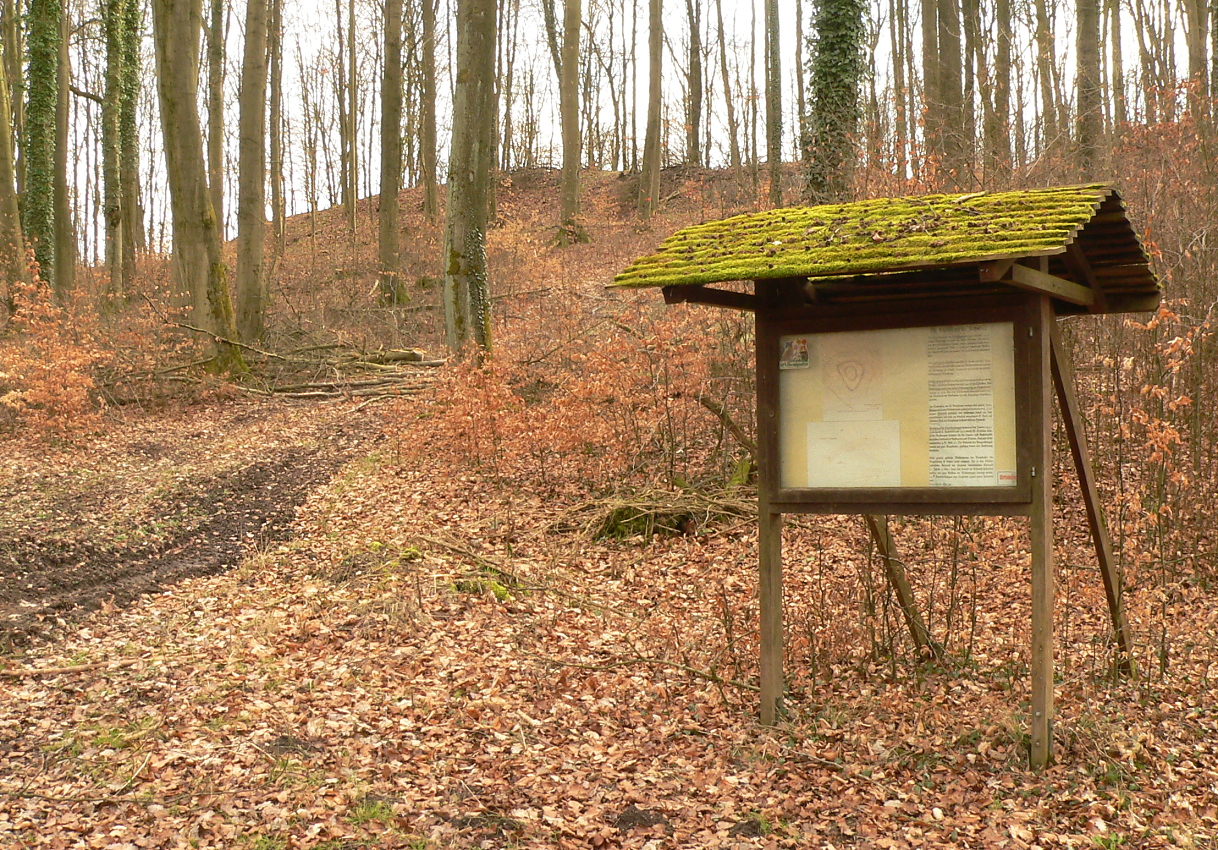
Infotafel, im Hintergrund der äußere Wall
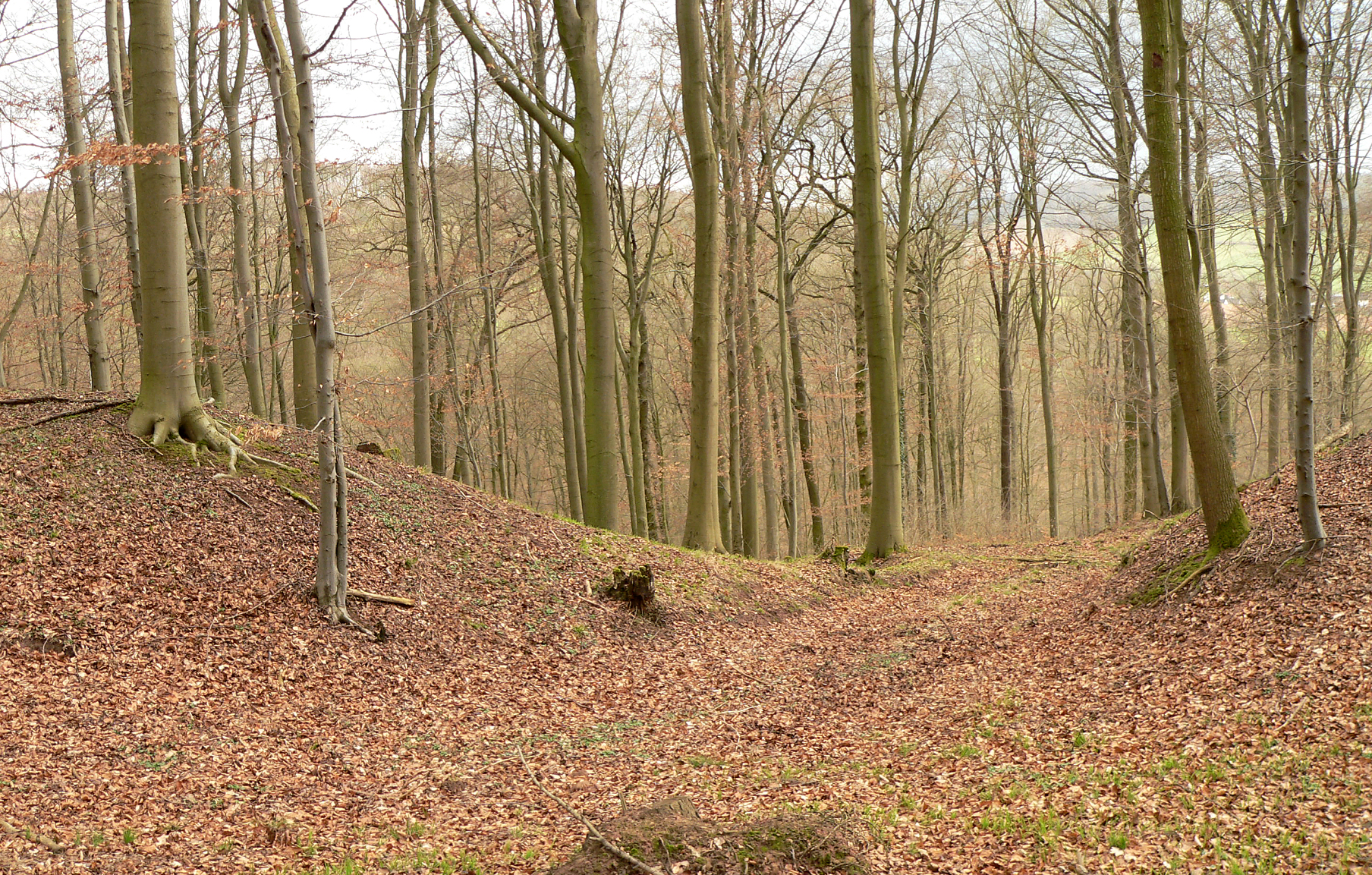
Südöstliches Zangentor des äußeren Walls
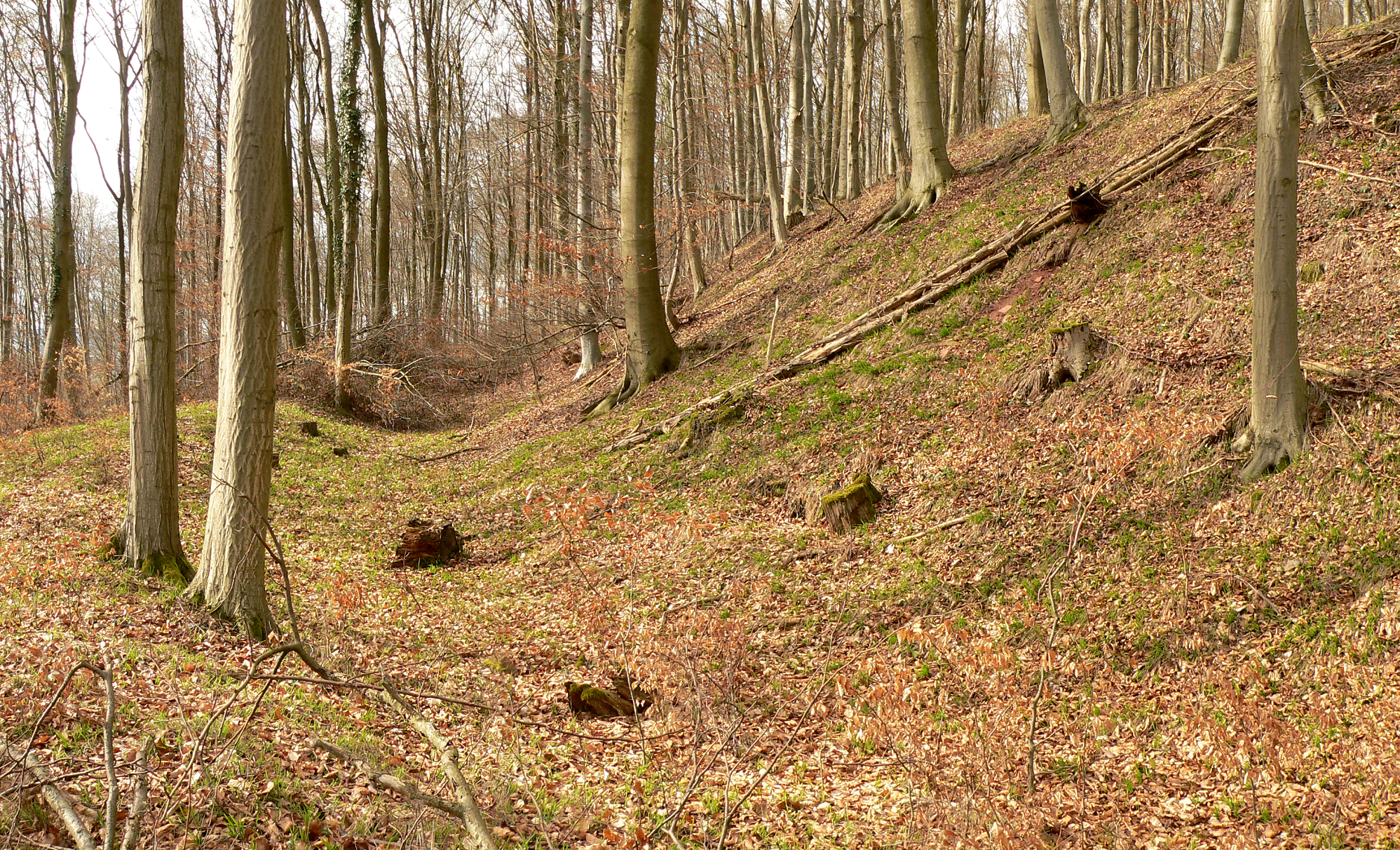
Der mächtige Außenwall im Südosten mit vorgelagertem Graben

## Sage
Einer Sage zufolge hielt sich auch Heinrich I. in der Burg auf.